# رودستر (سيارة)
سيارة رودستر (يُطلق عليها أيضًا سبايدر أو سيارة مكشوفة) هي سيارة مفتوحة ذات مقعدين، تُركز على المظهر الرياضي أو الشخصية. في البداية، كان مصطلحًا أمريكيًا لسيارة ذات مقعدين بدون أي حماية من الطقس، لكن استخدامه انتشر دوليًا وتطور ليشمل السيارات المكشوفة ذات المقعدين.
كانت رودستر أيضًا نمطًا من سيارات السباق التي قِيدت في بطولة نادي السيارات الأمريكي (USAC) للسباقات، بما في ذلك إنديانابولس 500، في خمسينات وستينات القرن العشرين. اُستبدل هذا النوع من سيارات السباق بسيارات ذات محرك خلفي متوسط.

## أصل الكلمة

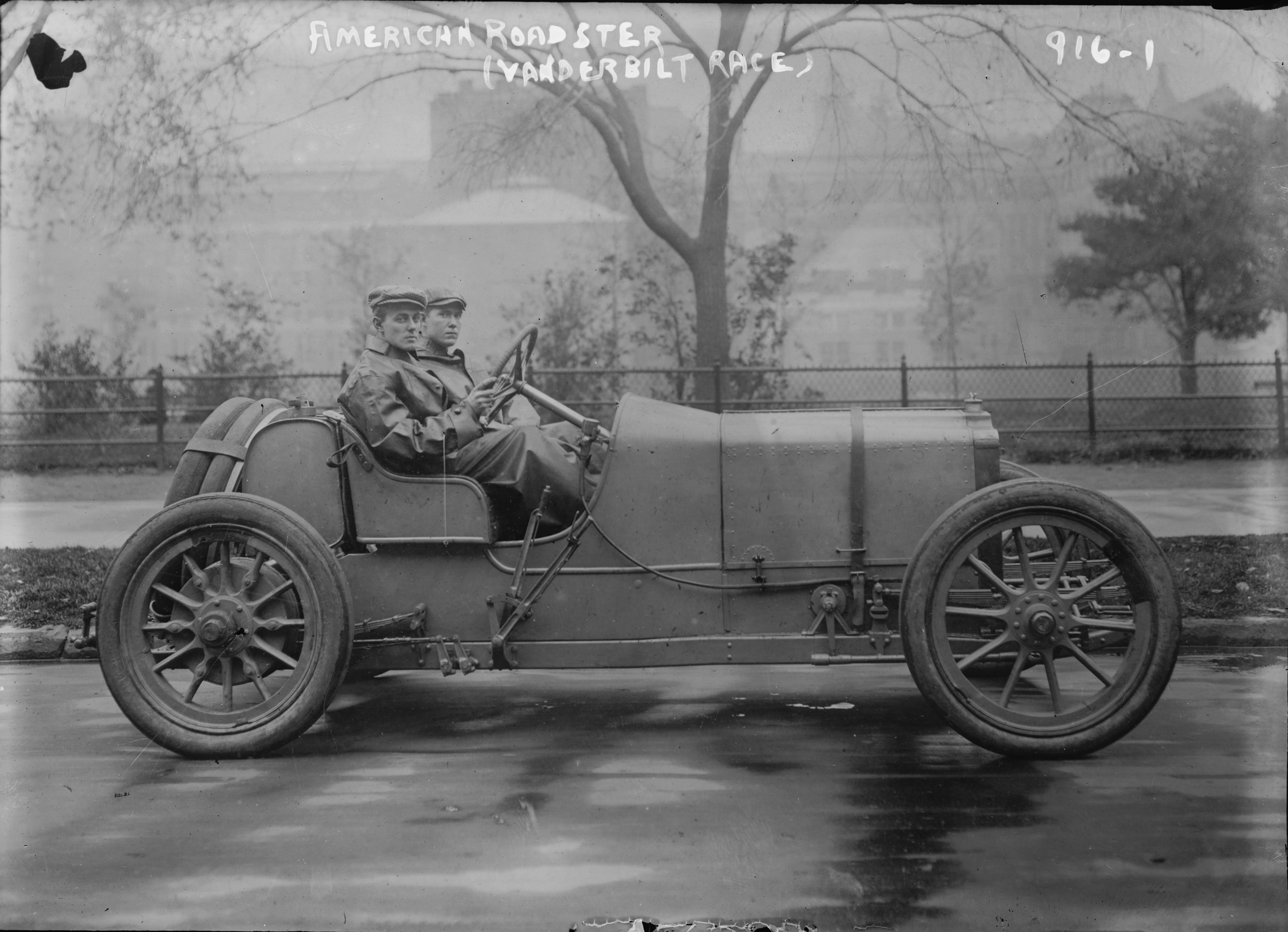
سيارة رودستر مبكرة تتنافس على كأس فاندربيلت

مصطلح "رودستر" (Roadster) نشأ في الولايات المتحدة الأمريكية، حيث استُخدم في القرن التاسع عشر لوصف حصان مناسب للسفر. وبحلول نهاية القرن، توسع التعريف ليشمل الدراجات والدراجات ثلاثية العجلات. وفي عام 1916، عرفت جمعية مهندسي السيارات الأمريكية الرودستر على أنها: "سيارة مكشوفة ذات مقعدين أو ثلاثة. قد تحتوي على مقاعد إضافية على اللوحات الجانبية أو في سطح السيارة الخلفي." نظرًا لوجود صف واحد من المقاعد، كان المقعد الرئيسي للسائق والراكب عادةً في مؤخرة الهيكل أكثر مما كان سيكون في سيارة سياحية. وعادة ما كانت تحتوي الرودسترات على لوحة عدادات مغطاة.
كانت المصطلحات المفضلة في المملكة المتحدة تاريخيًا، هي "مقعدان مفتوحان" و"جولة مقعدين". ومنذ خمسينات القرن العشرين أصبح مصطلح "رودستر" مستخدمًا أيضًا بشكل متزايد في المملكة المتحدة. يلاحظ أن المتغير الاختياري ذي الأربعة مقاعد من مورجان رودستر لن يعتبر تقنيًا رودستر.
يُقال إن مصطلح "سبايدر" (Spider) أو (Spyder)، المستخدم أحيانًا في أسماء طرازات المكشوفة، يعود إلى ما قبل عصر السيارات. كان لدى بعض عربات الفيتون الخفيفة التي تجرها الخيول في القرن التاسع عشر هيكل صغير وعجلات خشبية كبيرة بأسلاك رفيعة؛ أطلق عليها اسم "العناكب" بسبب مظهرها؛ نُقل اللقب إلى السيارات الرياضية، على الرغم من أنها لم تبدو متشابهة.
في عام 1962، قدمت شيفروليه سيارة مونزا سبايدر، وهي نسخة توربو من سيارة كورفير المدمجة، متوفرة كسيارة مكشوفة أو كوبيه. على الرغم من أنها ليست سيارة حقيقية ذات مقعدين، إلا أنها تتميز بتعليق محدّث ومعدات أخرى لتصنيفها كـ "سيارة رياضية".

## التاريخ
بدأت سباقات السيارات بأول المسابقات الجادة في عام 1894 في أوروبا، وفي عام 1895 في الولايات المتحدة. وكانت بعض من أوائل سيارات السباق مصممة خصيصًا أو مُجردة لأقصى سرعة، مع القليل جدًا أو عدم وجود هيكل خارجي على الإطلاق، مما أدى إلى نمط هيكل يُطلق عليه اسم "سبيدستر". وقد أخذ أسلوب هيكل سبيدستر المصغر شكله الحقيقي في العقد الأول من القرن العشرين. بعد إزالة معظم الهيكل الخارجي (والجناح)، ثُبتت منصة فارغة على هيكل الإطار السلمي مع مقعد أو مقعدين، وخزان غاز، وإطارات احتياطية.
بدأت شركتا مرسر وستوتز الأمريكيتان في تقديم سيارات سبيدستر جاهزة للسباق، مصممة خصيصًا لقيادتها إلى حلبة السباق، والسباق، ثم قيادتها مرة أخرى من قبل مالكها - وهي في الأساس أول سيارات السباق النهارية.

سيارات سباق من 1890 إلى 1920
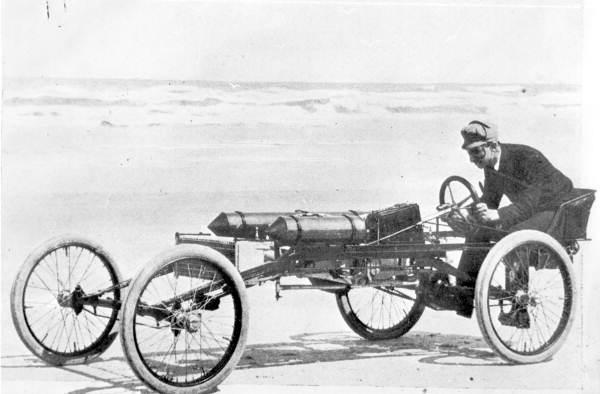
كانت سيارة "القراصنة" التي صنعها رانسوم أولدز في عامي 1896/1897 واحدة من أوائل السيارات السريعة.
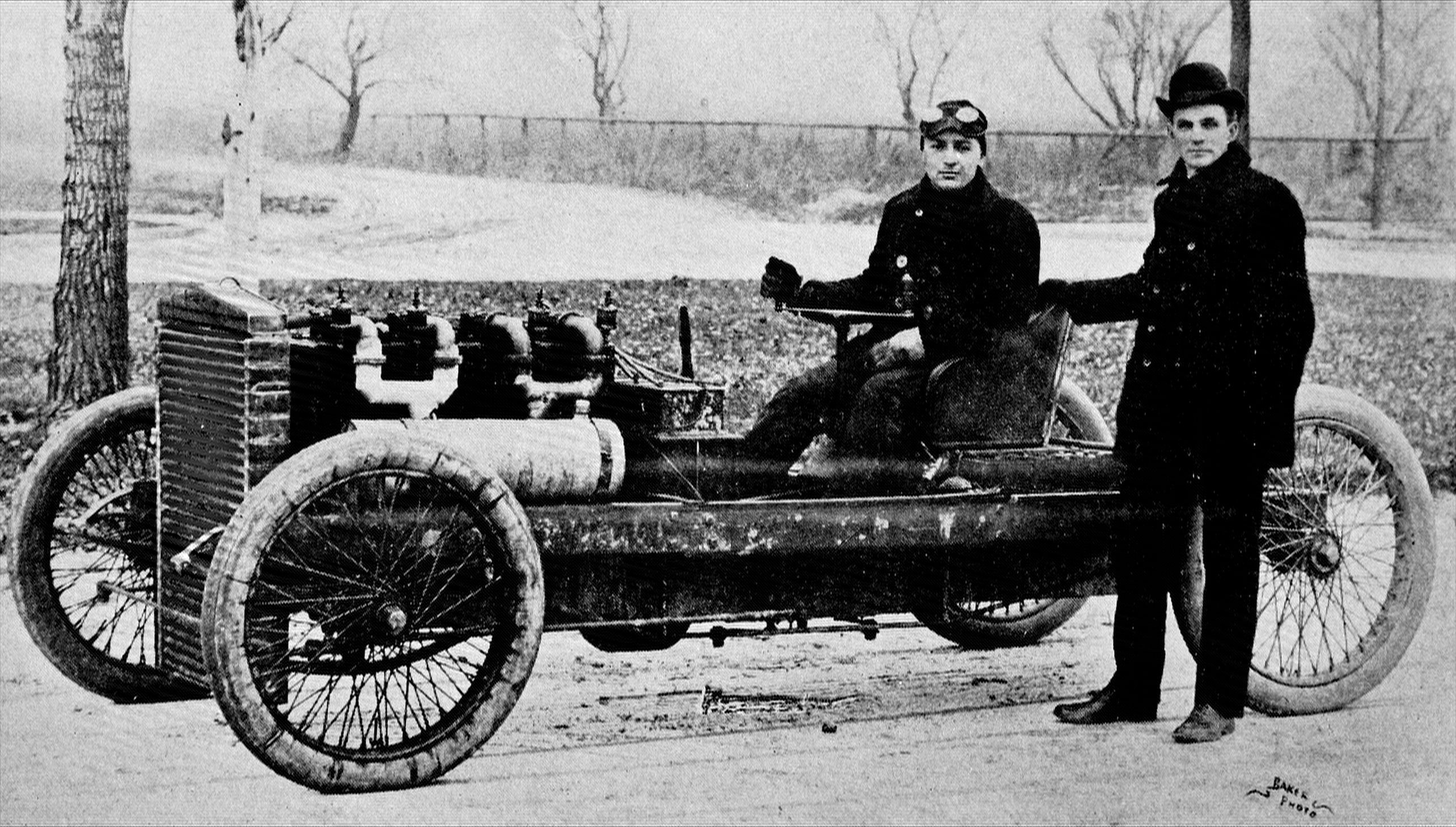
بارني أولدفيلد وهنري فورد مع سيارة أولدفيلد 999 سبيدستر، 1902
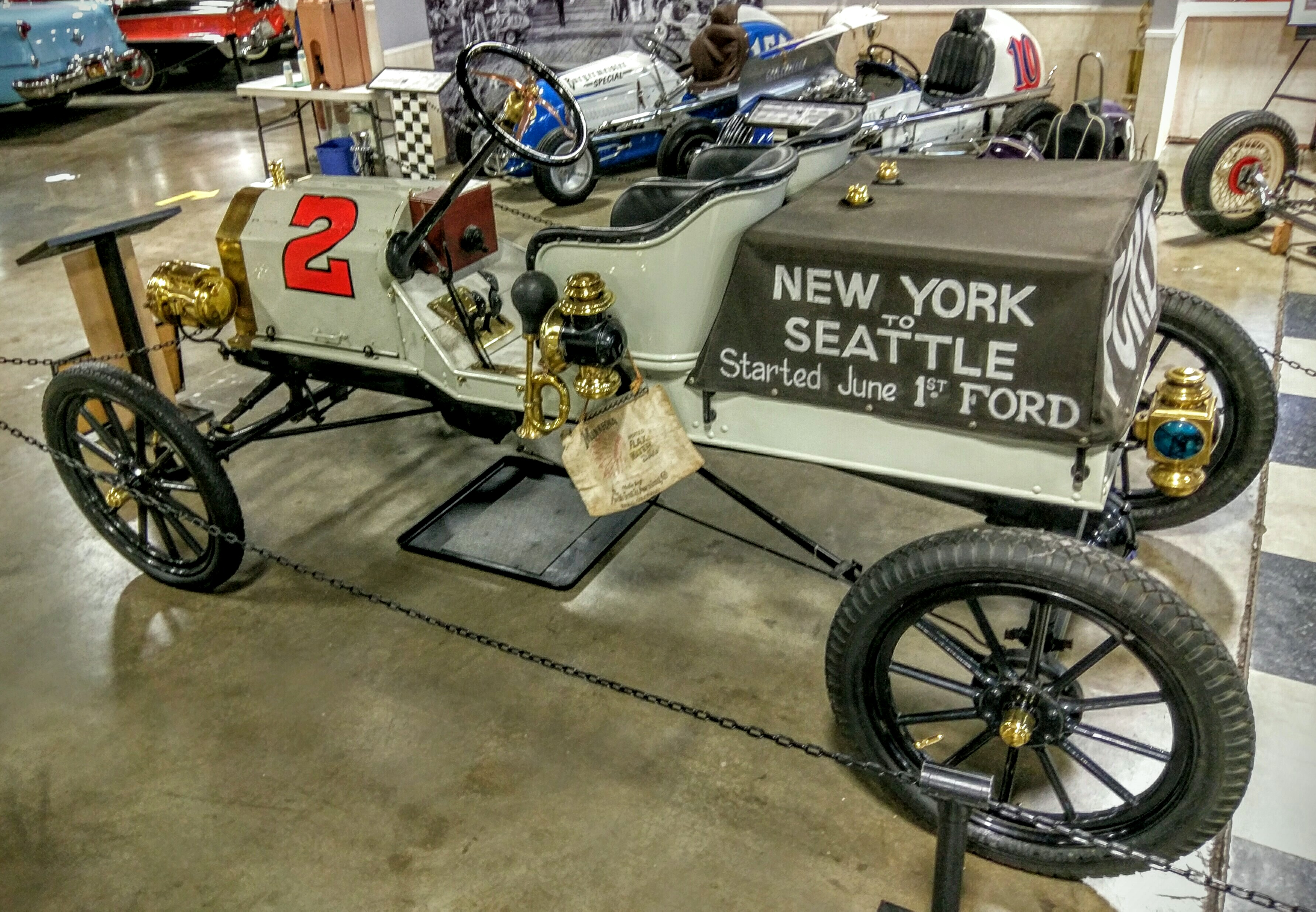
موديل T سبيدستر 1909 - اُعلن عن فوزها بسباق من المحيط إلى المحيط لعام 1909، واُستبعدت بسبب تغيير المحرك
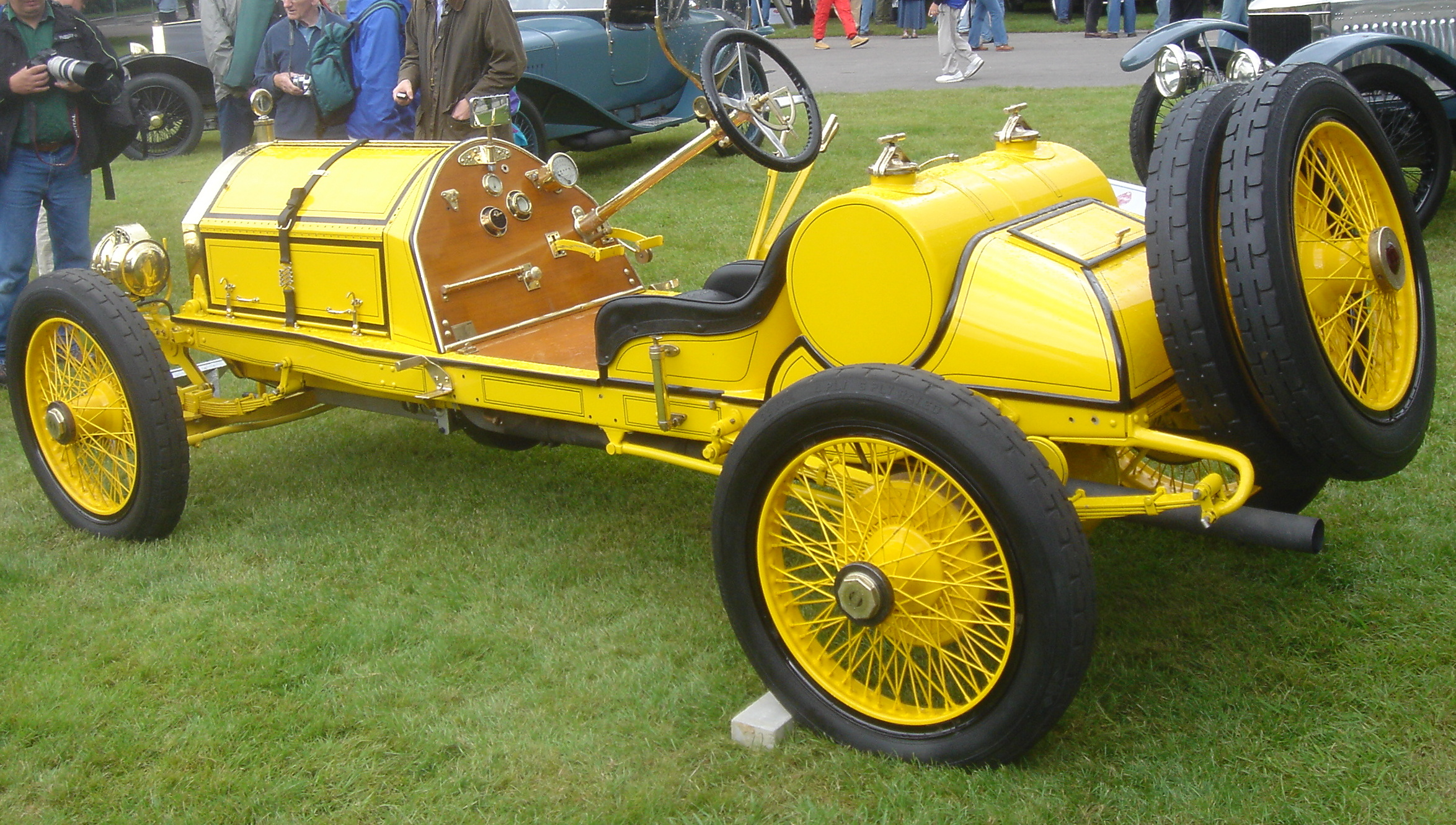
سيارة سباق ميرسر 35R 1910 (نموذج 1912)
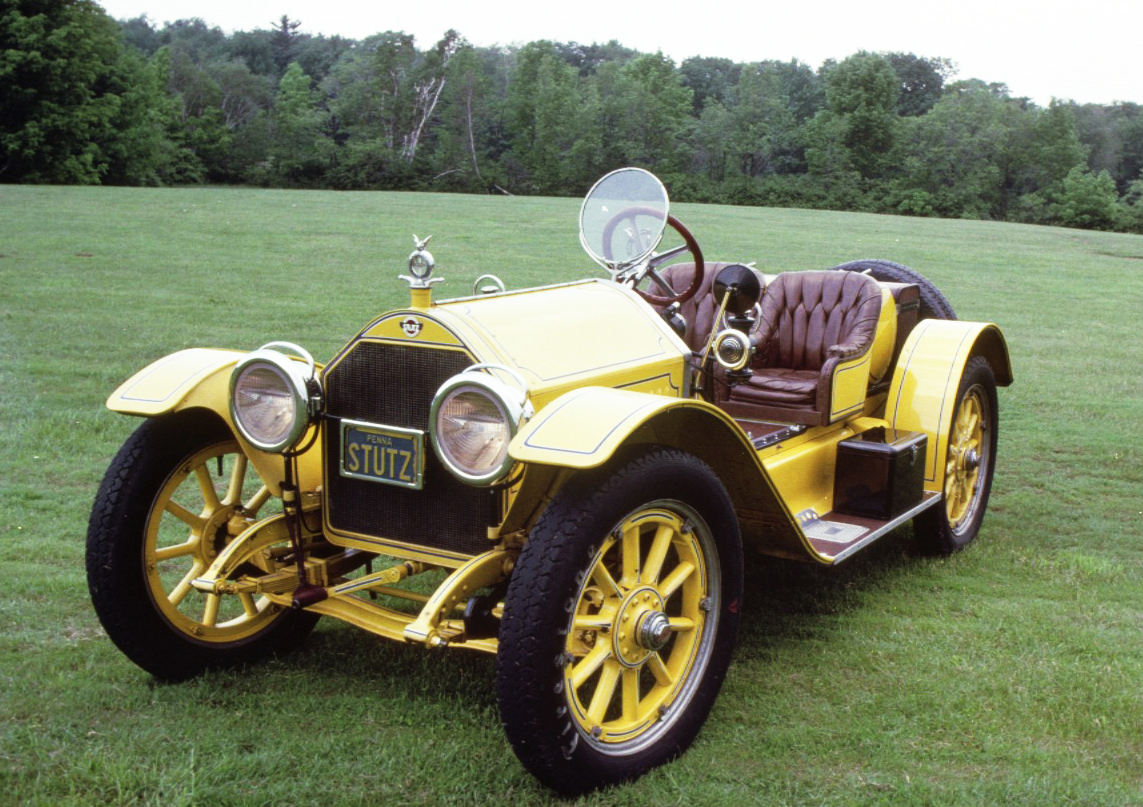
1912 ستوتز بيركات / بيركات موديل 1912 (الموضحة عام 1914)، متوفرة بدون باب حتى عام 1916

السلف المباشر لسيارة الروستر هو سيارة الرانابوت، وهي نموذج هيكل ذي صف واحد من المقاعد بدون أبواب أو زجاج أمامي أو أي حماية من الطقس. وكان السلف الآخر هو سيارة السياحة، مشابهة في شكل الهيكل لسيارة الروستر الحديثة باستثناء صفوف المقاعد المتعددة. بحلول عشرينيات القرن العشرين، جُهزت سيارات الروستر بشكل مشابه لسيارات السياحة، بأبواب ونوافذ أمامية وقمم قابلة للطي البسيطة وستائر جانبية.
قُدمت هياكل سيارات الروستر على سيارات من جميع الأحجام والفئات، من السيارات المنتجة بكميات كبيرة مثل فورد موديل تي وأوستن 7 إلى السيارات باهظة الثمن للغاية مثل كاديلاك V-16 ودوسنبيرج موديل J وبوغاتي رويال.

سيارات رودستر من 1920 إلى 1950
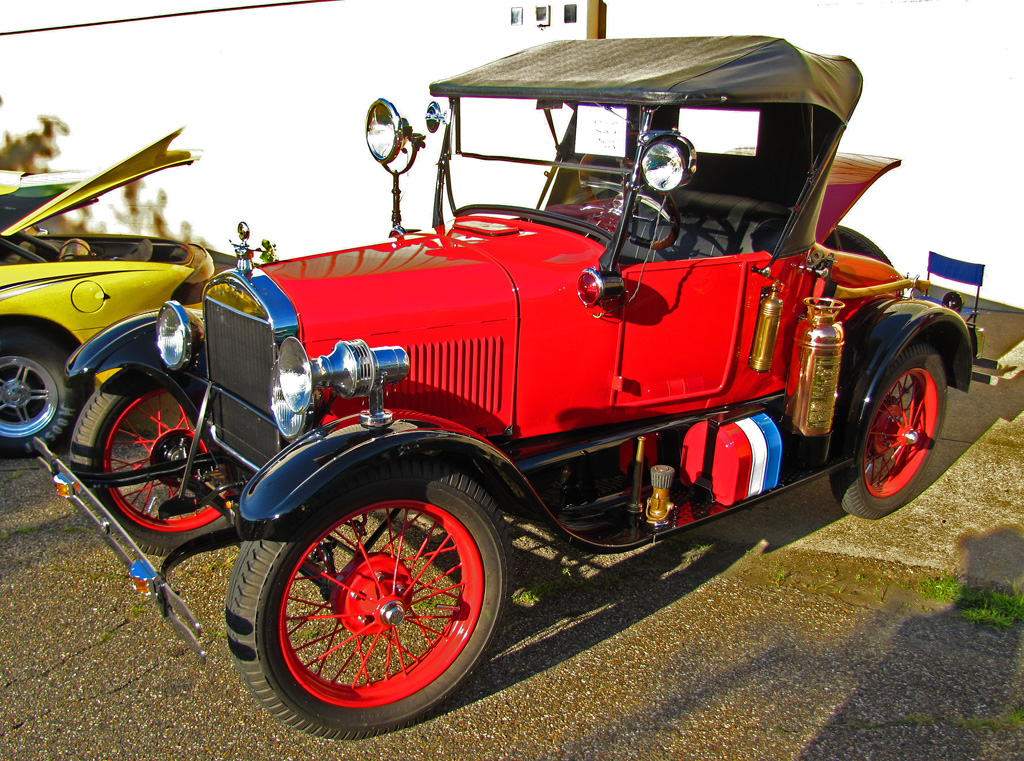
سيارة فورد موديل تي رودستر موديل 1926
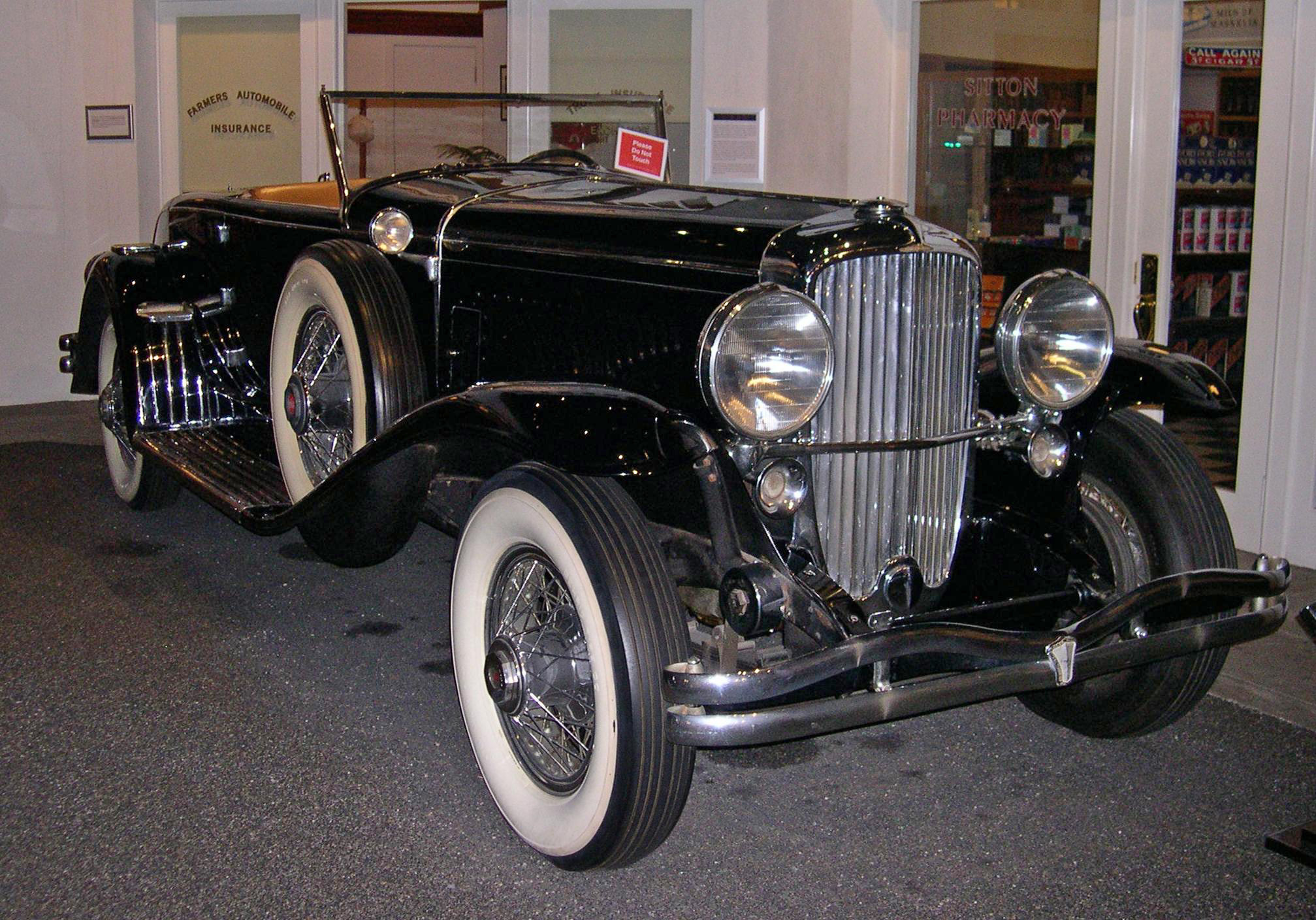
سيارة رودستر بهيكل دوسنبيرج J مورفي موديل 1932
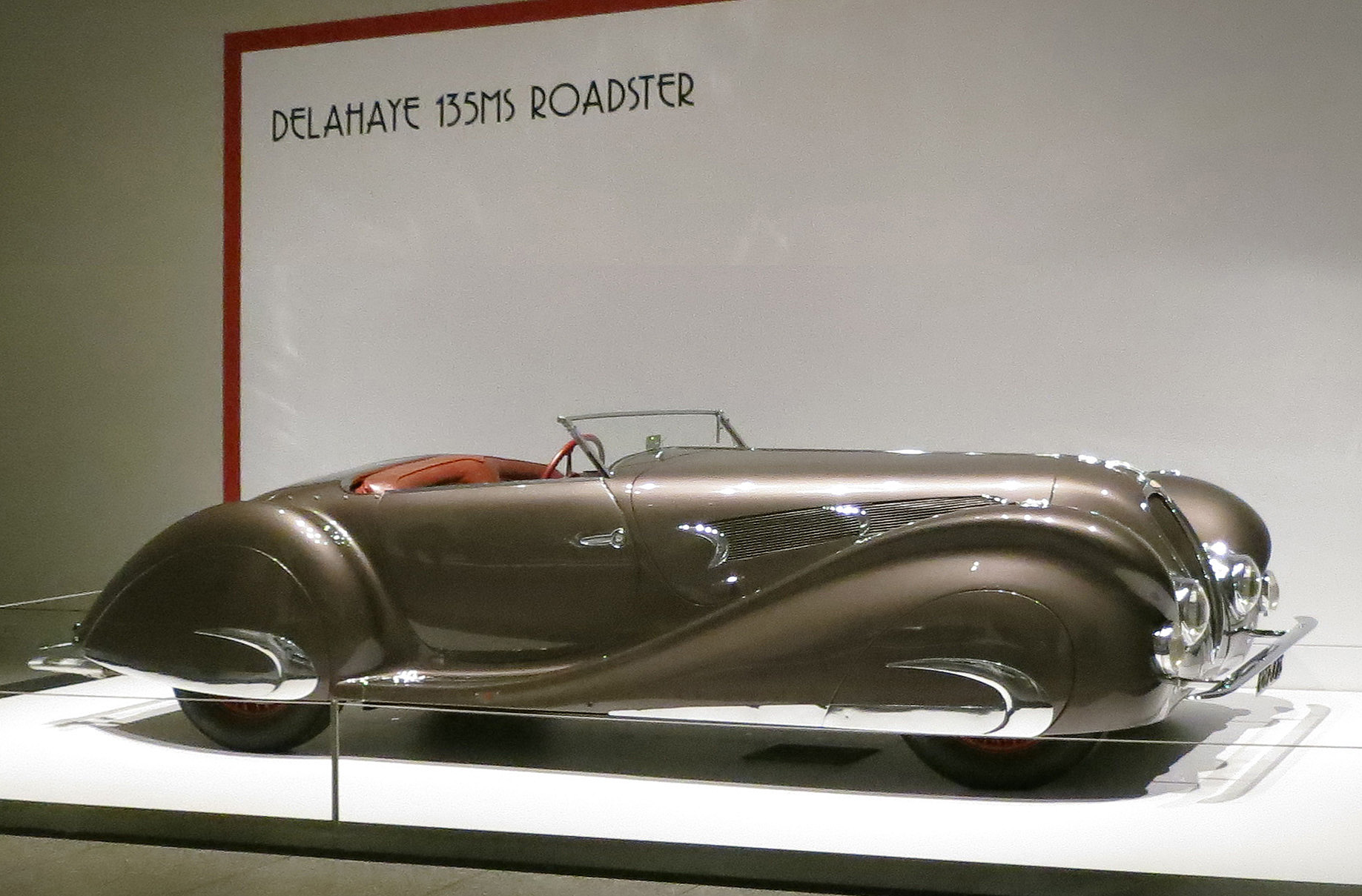
سيارة رودستر ديلاهاي 135 إم إس موديل 1937
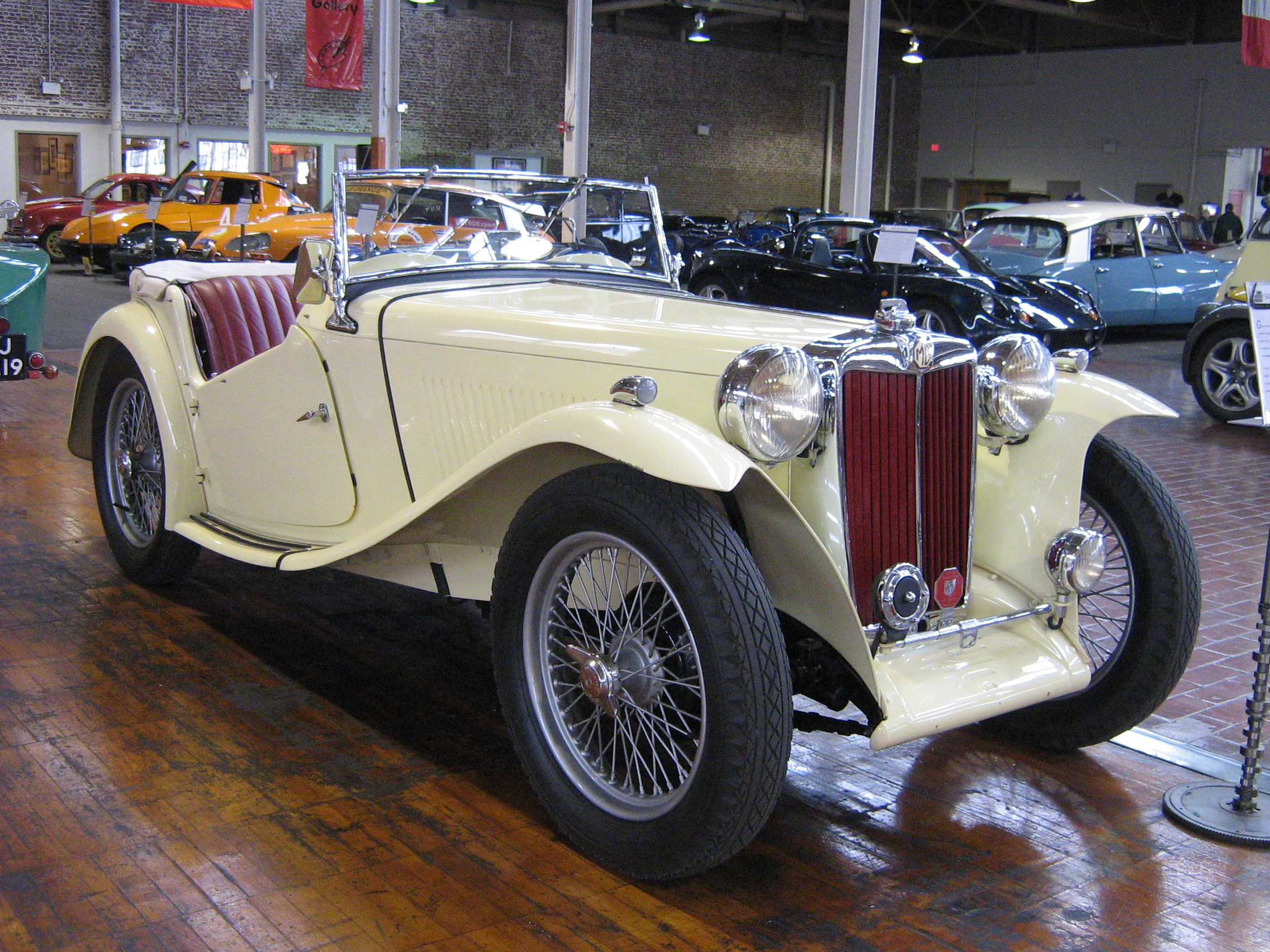
سيارة ام جي تي سي 1949 ذات المقعدين المفتوحة سُوقت في الولايات المتحدة الأمريكية كسيارة رودستر

بحلول سبعينات القرن العشرين، أصبح مصطلح "رودستر" يمكن تطبيقه على أي سيارة ذات مقعدين ذات مظهر أو شخصية رياضية. استجابةً لطلب السوق، صُنعت مجهزة تجهيزًا جيدًا مثل السيارات المكشوفة مع نوافذ جانبية تتراجع إلى الأبواب. كانت الموديلات الشهيرة خلال الستينات والسبعينات من القرن العشرين هي ألفا روميو سبيدر وإم جي بي وتريومف تي ار 4.

سيارات رودستر من الخمسينات إلى الثمانينات
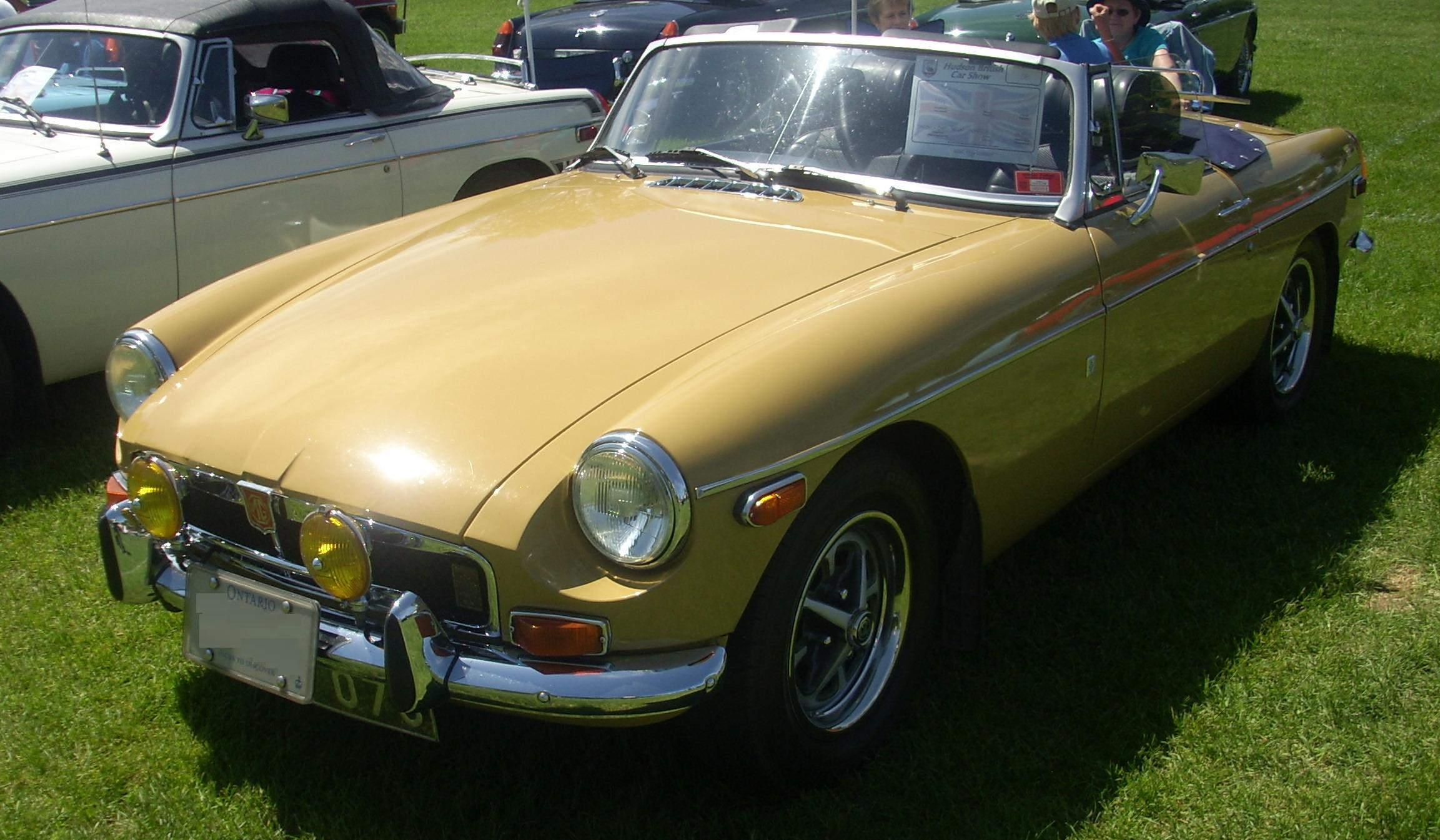
إم جي بي 1973
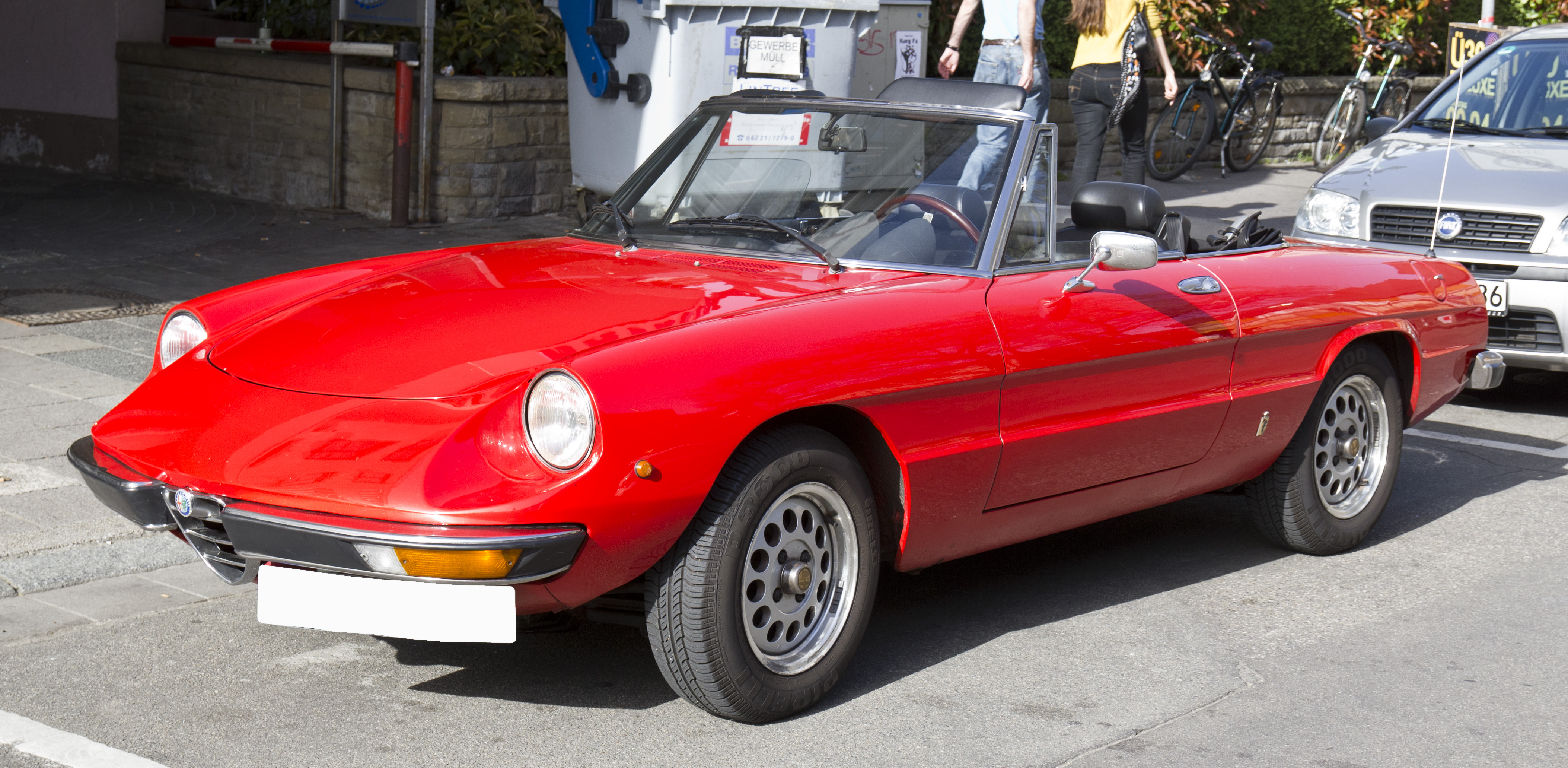
ألفا روميو سبايدر
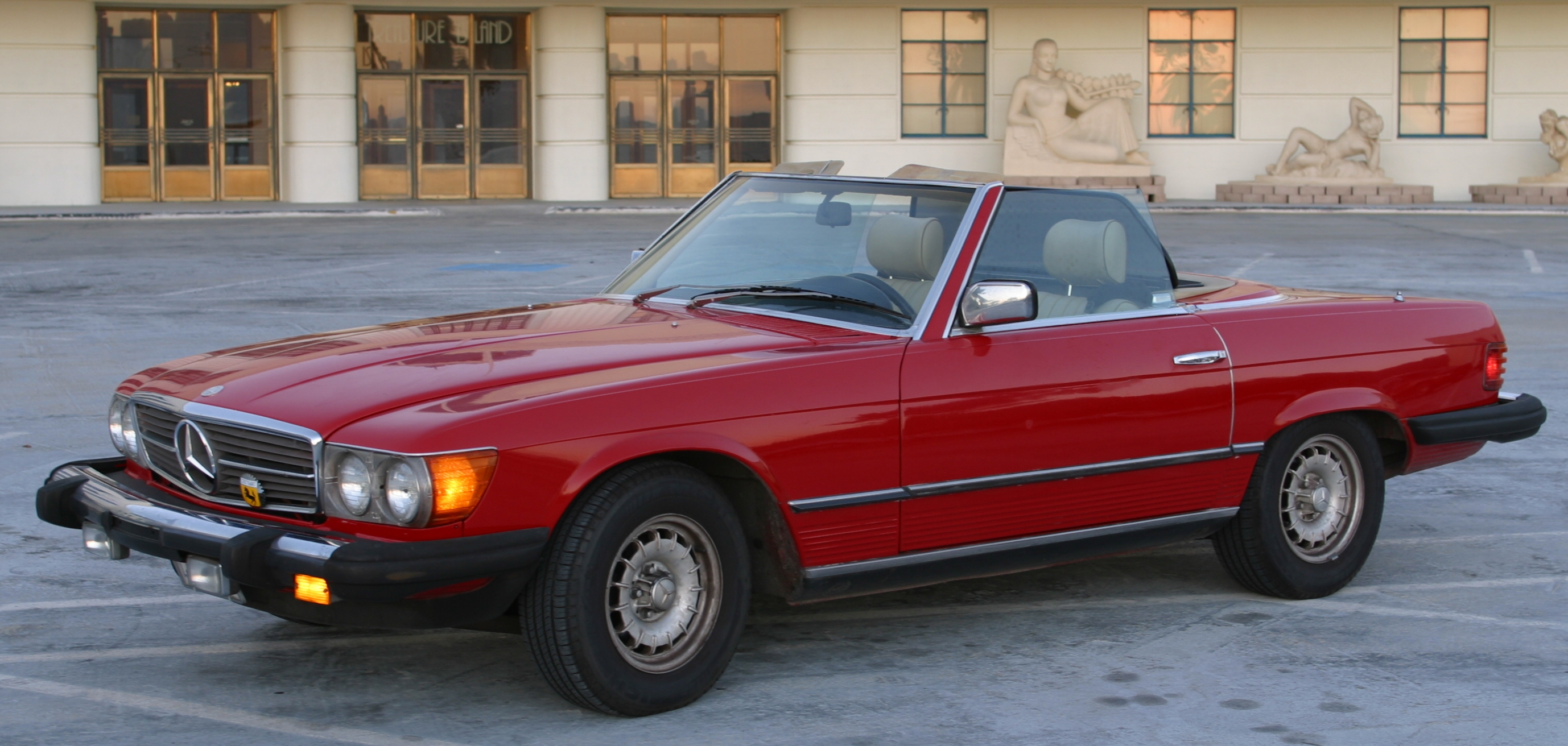
مرسيدس بنز 380 اس ال موديل 1983
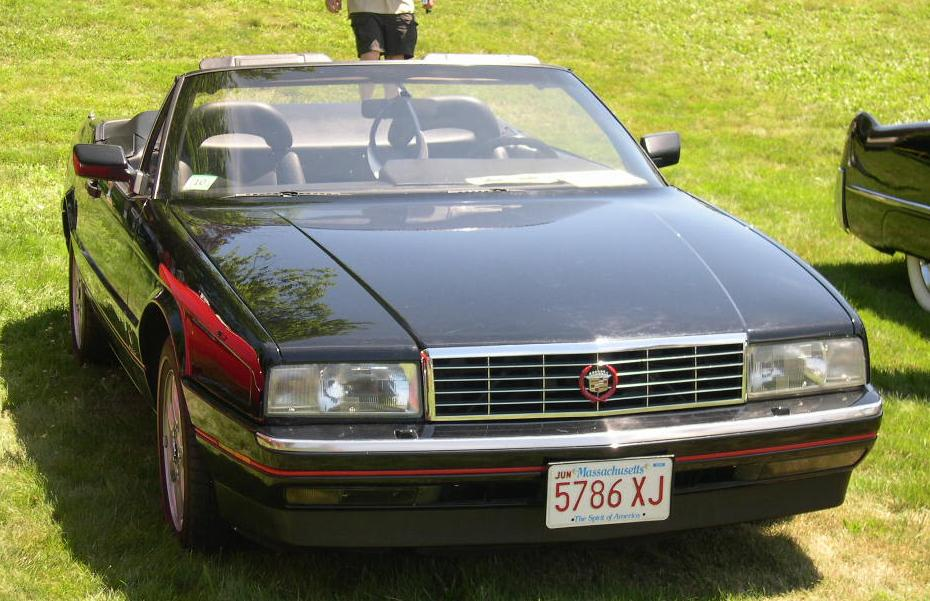
كاديلاك ألانتيه 1987

أكثر رودستر مبيعًا هو مازدا رودستر، الذي قُدم عام 1989. لا يزال النمط المبكر للرودستر مع حماية ضئيلة من الطقس قيد الإنتاج من قبل العديد من الشركات المصنعة والمصممين منخفضي الحجم، بما في ذلك مورجان رودستر بدون نوافذ، وكاترهام 7 بدون أبواب، وأريل أتوم عديمة الهيكل.

سيارات رودستر من التسعينيات إلى يومنا هذا
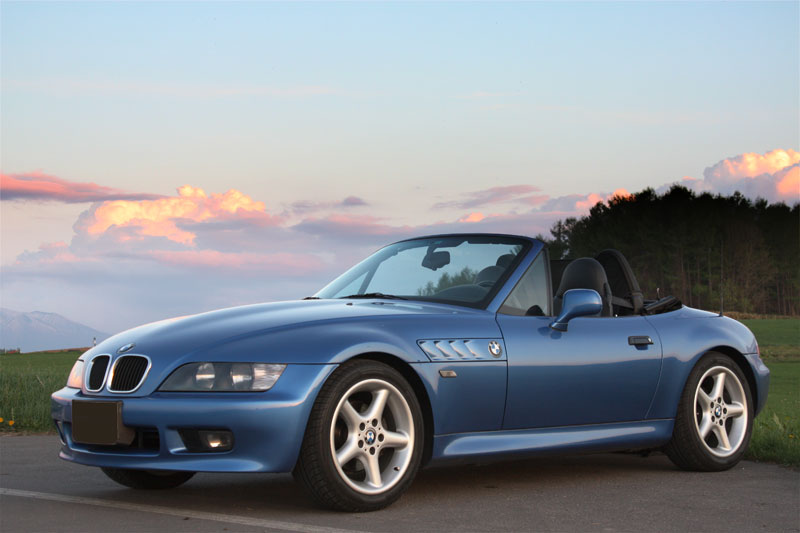
بي ام دبليو زد 3
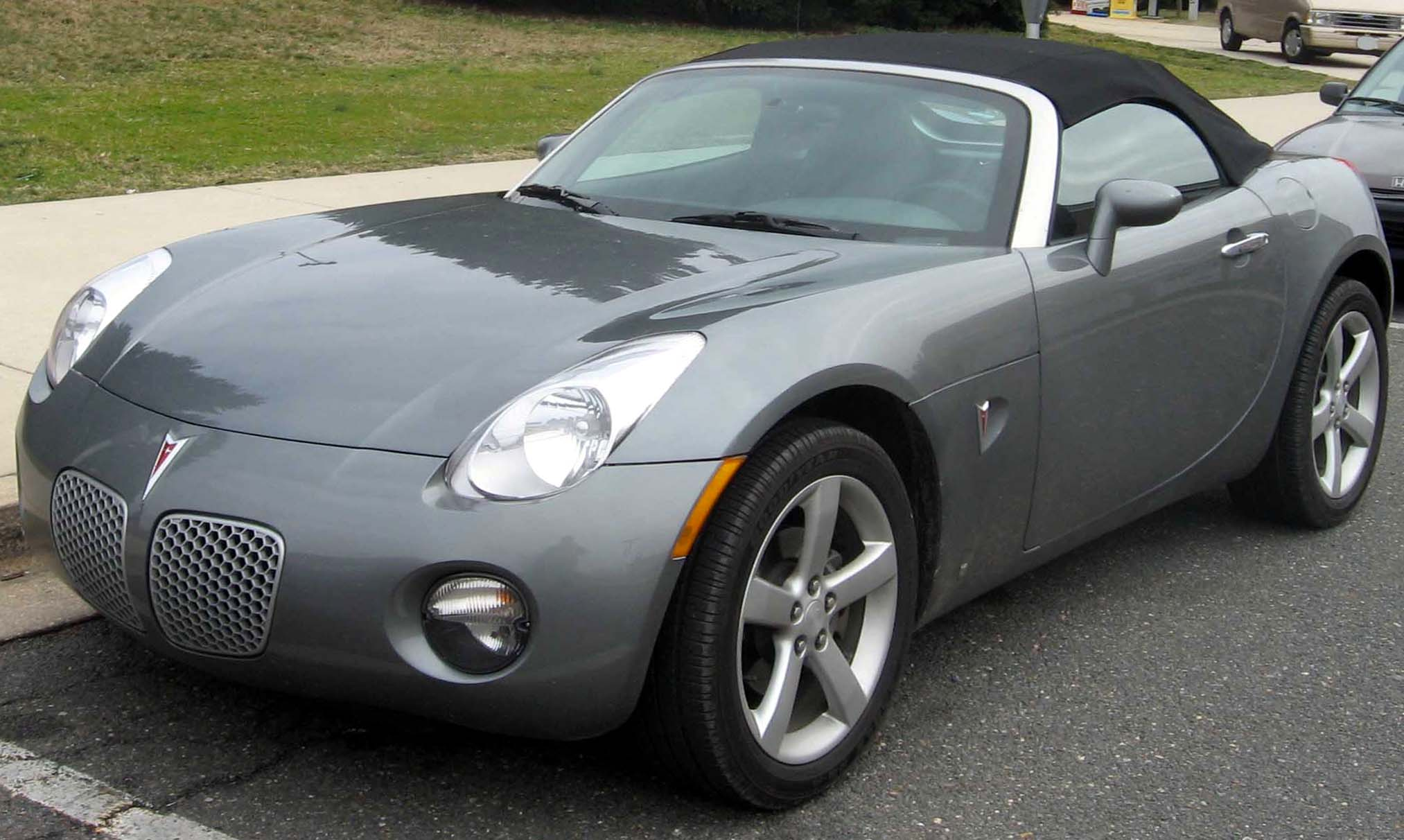
بونتياك سولستيس
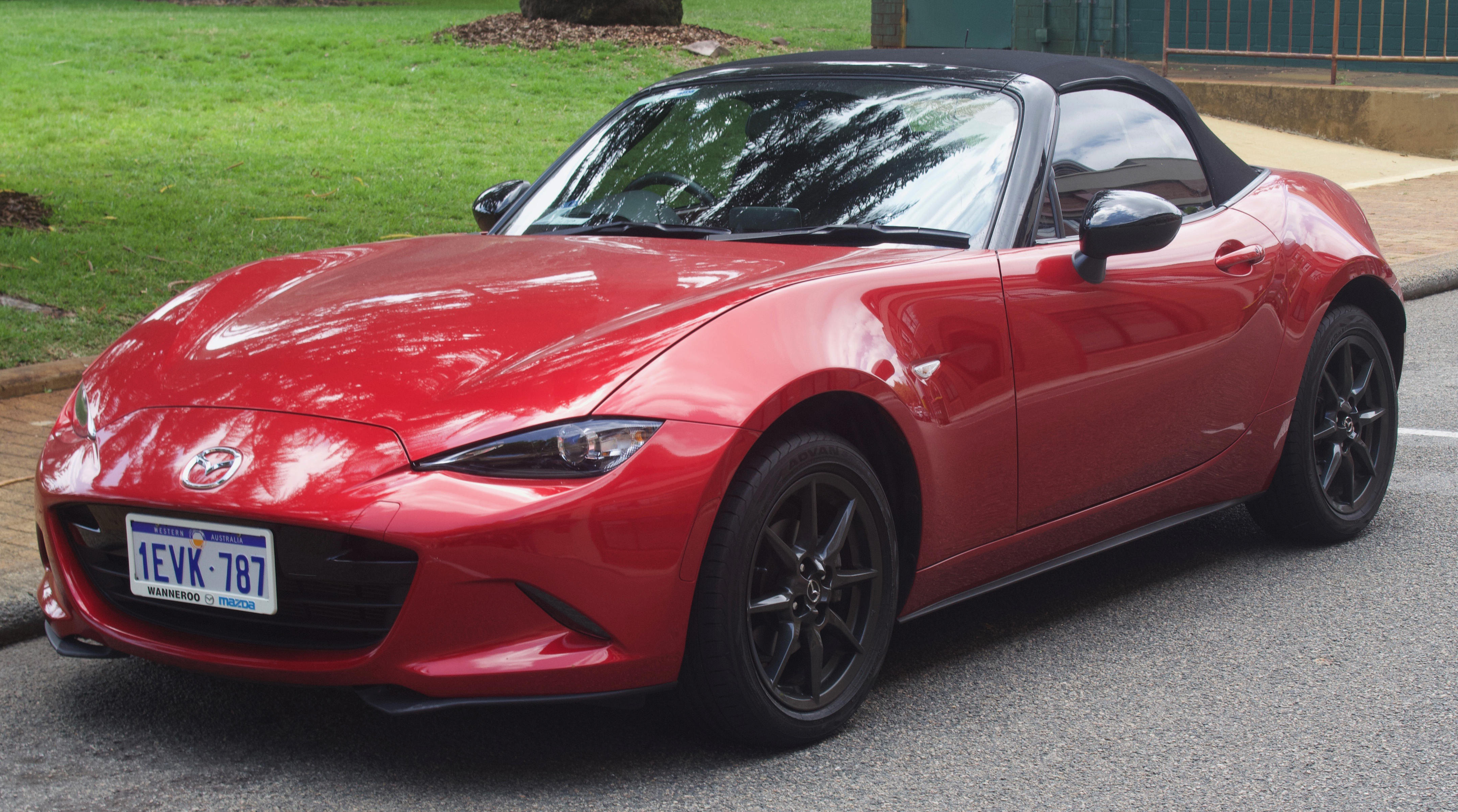
مازدا ام اكس -5
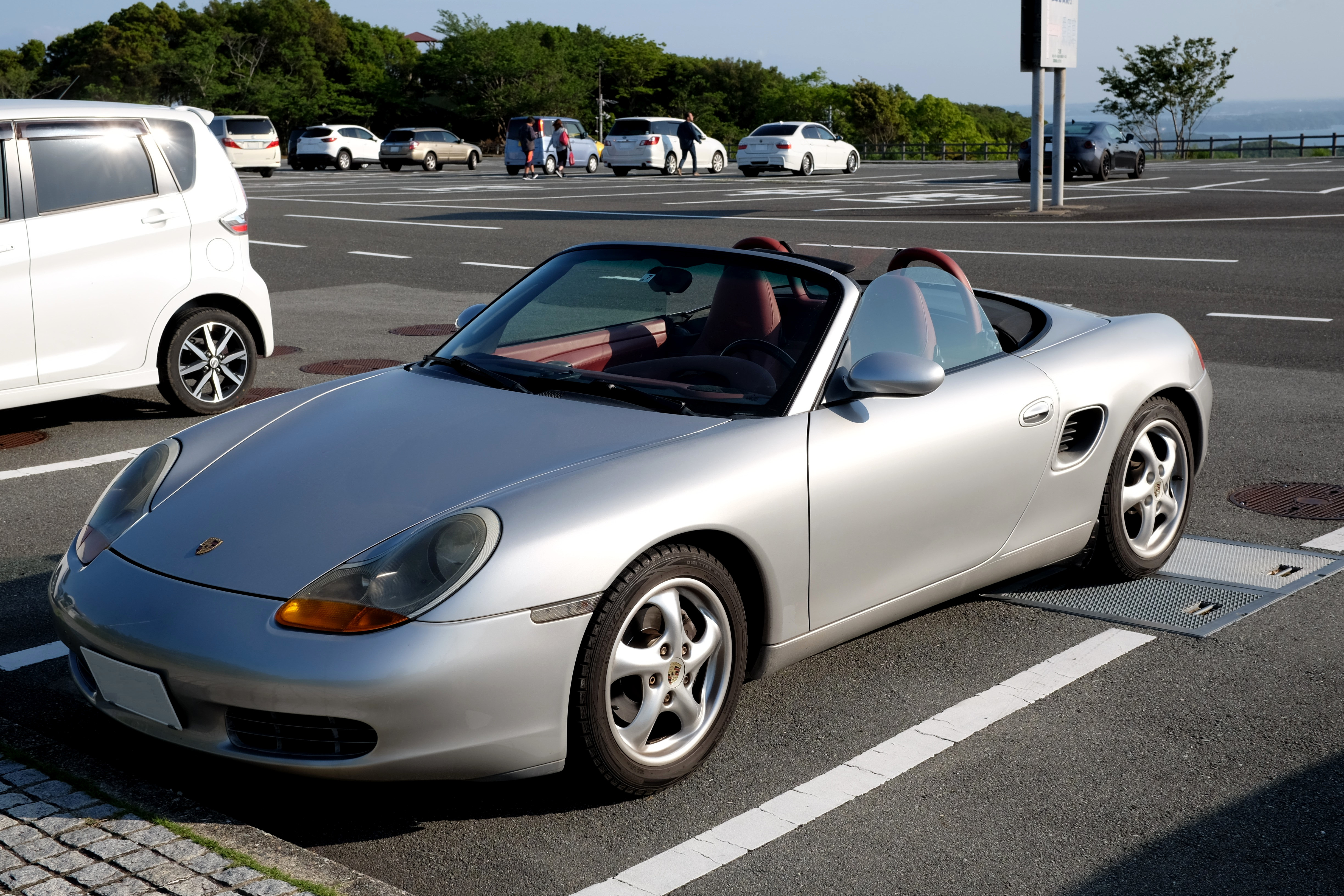
بورش بوكستر
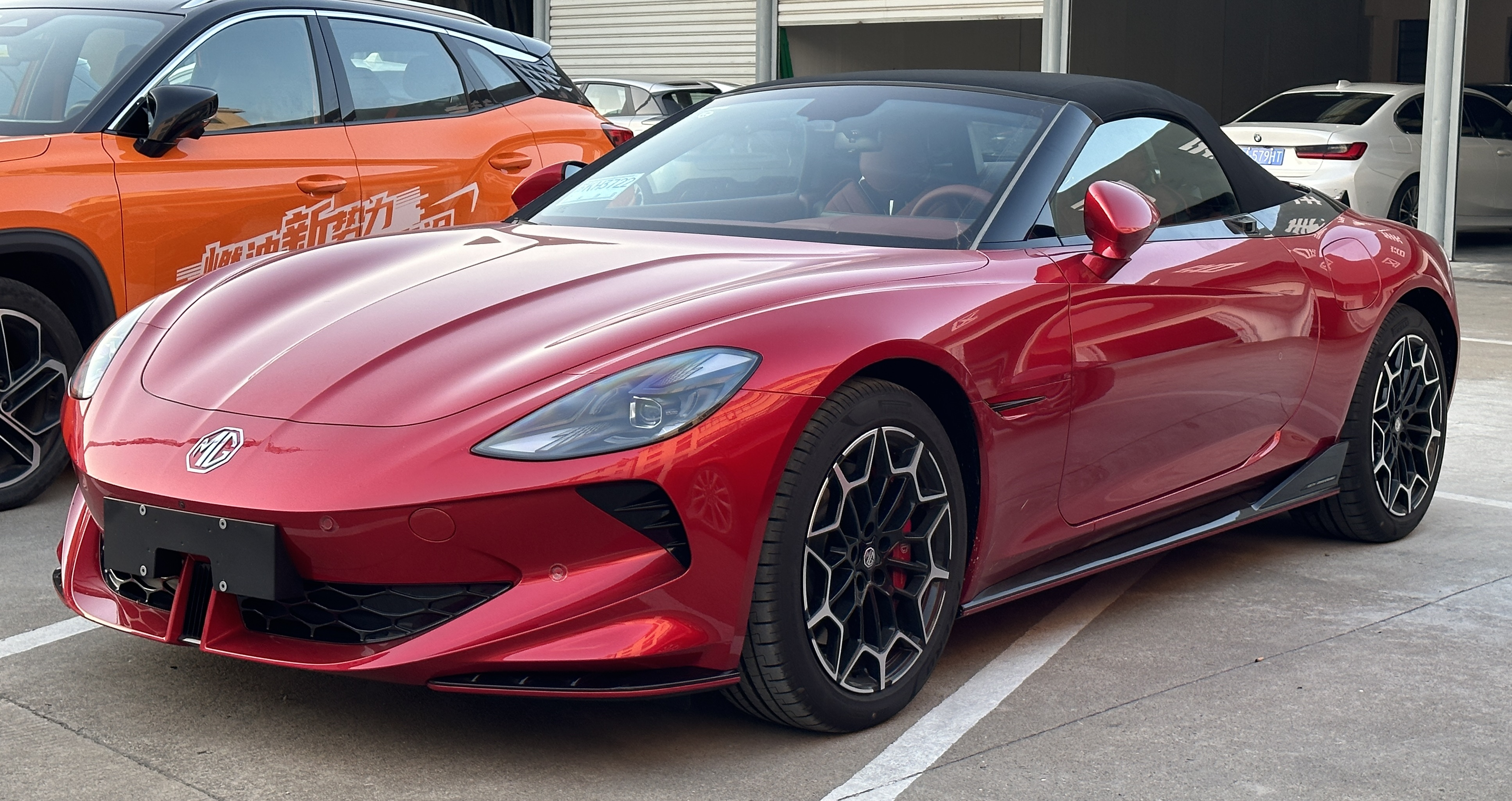
إم جي سايبرستر

## تصميم سيارة إندي كار رودستر

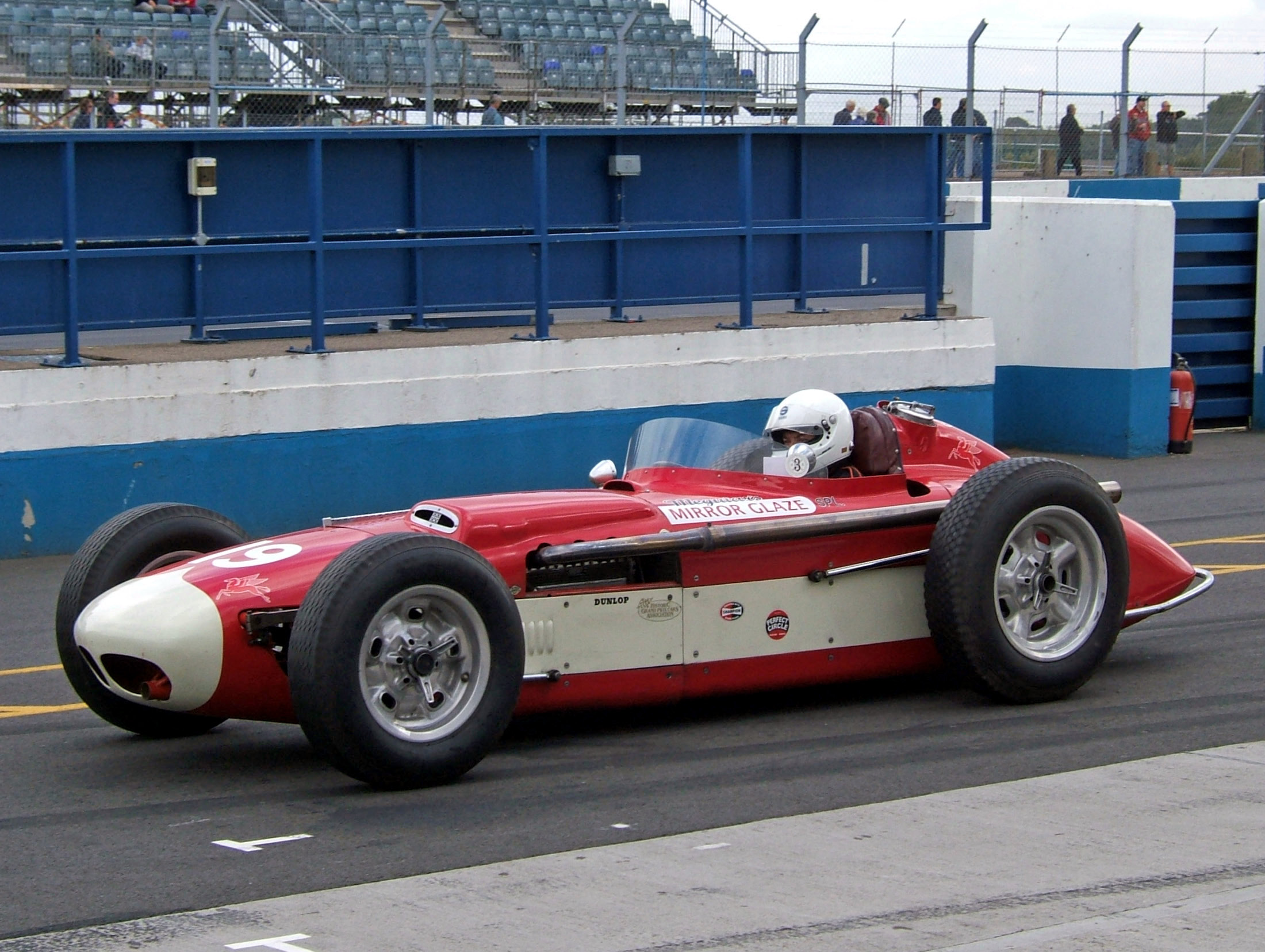
سيارة كورتيس إندي رودستر موديل 1957

اُستخدم مصطلح "رودستر" لوصف نمط من سيارات السباق التي تنافست في سلسلة بطولة AAA/USAC للسيارات (ما يعادل سيارات إندي كار في ذلك الوقت) من عام 1952 إلى 1969. يُعوض محرك السيارة وعمود التدوير عن خط الوسط للسيارة. هذا يسمح للسائق بالجلوس منخفضًا في الهيكل ويسهل تعويض الوزن الذي يفيد على المسارات البيضاوية.
تقول إحدى القصص عن سبب تسمية هذا النوع من سيارات السباق باسم "رودستر" أن فريقًا كان يعد سيارة جديدة لسباق إنديانابوليس 500. كانت مغطاة في زاوية من ورشتهم. إذا سُئلوا عن سيارتهم، فإنهم يحاولون إخفاء أهميتها بقول إنها مجرد "رودستر" (هوت رود) الخاصة بهم. بعد الكشف عن سيارة إنديانا المتسابق، لا يزال اسم "رودستر" مرتبطًا بها.
بنى فرانك كورتيس أول رودستر للسباق ودخلها في سباق إنديانابوليس 500 عام 1952. قادها بيل فوكوفيتش الذي تصدر معظم السباق حتى أقصيته عطل في التوجيه. استمر الفريق المملوك لهوارد كيك مع فوكوفيتش في قيادة الفوز في مسابقات 1953 و1954 بنفس السيارة. فاز بوب سويكرت بسباق 500 عام 1955 بكورتيس بعد مقتل فوكوفيتش أثناء قيادته. كان أ. جاي واتسون وجورج ساليه وكوين إيبرلي من بناة الطريق البارزين الآخرين. فازت سيارات رودستر التي بناها واتسون في أعوام 1956 و1959-1964 على الرغم من أن الفائزين في عامي 1961 و1963 كانوا في الواقع نسخًا قريبة مبنية من تصاميم واتسون. كانت الفائزة في عامي 1957 و1958 هي نفس السيارة التي بناها ساليه بمساعدة إيبرلي مبنية مع وضع فريد للمحرك في تركيب "ممدد" بحيث كانت الأسطوانات تقريبًا أفقية بدلاً من الرأسية كما تمليها التصميم التقليدي. أعطى هذا مركز ثقل أقل قليلاً ومظهرًا أقل.
استمرت سيارات رودستر في السباق حتى أواخر الستينيات، على الرغم من أنها أصبحت أقل قدرة على المنافسة ضد سيارات السباق الجديدة ذات المحرك الخلفي. كانت آخر سيارة رودستر تكمل مسافة السباق الكاملة في عام 1965، عندما احتل جوردون جونكوك المركز الخامس في سيارة وينبرجر هومز واتسون. آخر سيارة رودستر وصلت إلى السباق صُنعت وقادها جيم هورتوبيس في سباق 1968 وانسحبت مبكرًا.
صُنعت بعض سيارات رودستر القزمية للممرات وسباقها حتى أوائل السبعينات ولكنها لم تكن مهيمنة أبدًا.